# José Luis Albarenque
José Luis Albarenque (Rosario, 20 de junio de 1966) es un exfutbolista argentino. Jugaba como mediocampista y su primer club fue Rosario Central. Actualmente se desempeña como coordinador en las divisiones juveniles del histórico club Defensores Unidos de Rosario.

## Carrera
Su debut se produjo el 13 de marzo de 1988, en un encuentro ante River Plate. El técnico canalla era Ángel Tulio Zof. En la semana siguiente, remplazó a Roberto Gasparini ante Deportivo Español, y convirtió su único gol con la casaca auriazul. Si bien jugó 50 partidos en Central, fue mayormente entrando desde el banco, ya que el titular en su puesto era Silvio Andrade. El 20 de mayo de 1990 se jugaba el clásico rosarino en el Gigante de Arroyito. Central ganaba 1 a 0 con gol del chaqueño Pedro Uliambre y se mostraba superior en el juego, cuando el jugador de Newell's Ariel Cozzoni le propinó una patada descalificadora a Albarenque, producto de la impotencia, provocando un grave desmán entre los futbolistas de ambos equipos. El encuentro fue suspendido y días más tarde se dictó como fallo que ambos clubes perdían el partido, además de recibir una quita de 2 puntos. Una vez que Albarenque dejó Central, fichó por Douglas Haig de Pergamino, equipo de la B Nacional en el que jugó una temporada.

## Clubes
| Club            | País      | Año       | PJ | Goles |
| --------------- | --------- | --------- | -- | ----- |
| Rosario Central | Argentina | 1988-1991 | 50 | 1     |
| Douglas Haig    | Argentina | 1992-1993 | 26 | 3     |